# Schouwen-Duiveland
Schouwen-Duiveland este o comună în provincia Zeelanda, Țările de Jos. Comuna ocupă în întregime insula omonimă, formată prin unirea a două insule, Schouwen și Duiveland, prin realizarea unor poldere.

## Localități componente
Brijdorpe, Brouwershaven, Bruinisse, Burgh, Burghsluis, Dreischor, Elkerzee, Ellemeet, Haamstede, Kerkwerve, Looperskapelle, Moriaanshoofd, Nieuwerkerk, Nieuwerkerke, Noordgouwe, Noordwelle, Oosterland, Ouwerkerk, Renesse, Scharendijke, Schuddebeurs, Serooskerke, Sirjansland, Westenschouwen, Zierikzee, Zonnemaire.